# Championnats d'Europe de natation 1999
Navigation
Séville 1997 Helsinki 2000
Les 24es Championnats d'Europe de natation se sont tenus à Istanbul (Turquie) du 22 juillet au 1er août 1999. Le pays accueille pour la première fois ce rendez-vous organisé par la Ligue européenne de natation.

## Tableau des médailles
| Rang  | Pays        | Or | Argent | Bronze | Total |
| ----- | ----------- | -- | ------ | ------ | ----- |
| 1     | Allemagne   | 12 | 13     | 11     | 36    |
| 2     | Russie      | 10 | 9      | 5      | 24    |
| 3     | Pays-Bas    | 9  | 2      | 2      | 13    |
| 4     | Ukraine     | 5  | 3      | 3      | 11    |
| 5     | Suède       | 3  | 5      | 3      | 11    |
| 6     | Royaume-Uni | 3  | 4      | 6      | 13    |
| 7     | France      | 3  | 3      | 6      | 12    |
| 8     | Hongrie     | 3  | 1      | 1      | 5     |
| 9     | Italie      | 2  | 4      | 6      | 12    |
| 10    | Roumanie    | 2  | 4      | 3      | 9     |
| 11    | Espagne     | 2  | 4      | 0      | 6     |
| 12    | Danemark    | 1  | 0      | 0      | 1     |
| 13    | Croatie     | 0  | 3      | 0      | 3     |
| 14    | Israël      | 0  | 1      | 1      | 2     |
| 15    | Pologne     | 0  | 0      | 3      | 3     |
| 16    | Finlande    | 0  | 0      | 2      | 2     |
| 17    | Biélorussie | 0  | 0      | 1      | 1     |
| 17    | Tchéquie    | 0  | 0      | 1      | 1     |
| 17    | Belgique    | 0  | 0      | 1      | 1     |
| 17    | Slovénie    | 0  | 0      | 1      | 1     |
| Total | Total       | 55 | 56     | 56     | 167   |

## Tableau des médailles (natation sportive uniquement)
| Rang  | Pays               | Or | Argent | Bronze | Total |
| ----- | ------------------ | -- | ------ | ------ | ----- |
| 1     | Allemagne          | 10 | 7      | 5      | 22    |
| 2     | Pays-Bas           | 9  | 2      | 2      | 13    |
| 3     | Suède              | 3  | 5      | 3      | 11    |
| 4     | Ukraine            | 3  | 3      | 2      | 8     |
| 5     | France             | 3  | 0      | 4      | 7     |
| 6     | Hongrie            | 3  | 0      | 1      | 4     |
| 7     | Royaume-Uni        | 2  | 4      | 4      | 10    |
| 8     | Roumanie           | 2  | 4      | 3      | 9     |
| 9     | Italie             | 1  | 3      | 2      | 6     |
| 10    | Espagne            | 1  | 3      | 0      | 4     |
| 11    | Danemark           | 1  | 0      | 0      | 1     |
| 12    | Russie             | 0  | 4      | 4      | 8     |
| 13    | Croatie            | 0  | 3      | 0      | 3     |
| 14    | Israël             | 0  | 1      | 1      | 2     |
| 15    | Pologne            | 0  | 0      | 3      | 3     |
| 16    | Finlande           | 0  | 0      | 1      | 1     |
| 16    | Biélorussie        | 0  | 0      | 1      | 1     |
| 16    | République tchèque | 0  | 0      | 1      | 1     |
| 16    | Belgique           | 0  | 0      | 1      | 1     |
| 16    | Slovénie           | 0  | 0      | 1      | 1     |
| Total | Total              | 38 | 39     | 39     | 116   |

## Nage en eau libre
| Épreuve | Médaille d'or                | Médaille d'argent       | Médaille de bronze      |
| Hommes  |                              |                         |                         |
| 5 km    | Evgueni Bezroutchenko Russie | Alexeï Akatiev Russie   | Samuele Pampana Italie  |
| 25 km   | Alexeï Akatiev Russie        | Anton Sanachev Russie   | André Wilde Allemagne   |
| Femmes  |                              |                         |                         |
| 5 km    | Peggy Büchse Allemagne       | Viola Valli Italie      | Britta Kamrau Allemagne |
| 25 km   | Olga Gousseva Russie         | Angela Maurer Allemagne | Britta Kamrau Allemagne |

## Natation sportive

### Hommes
| Épreuve                | Médaille d'or                                                                                   | Médaille d'argent                                                                          | Médaille de bronze |
| Nage libre             |                                                                                                 |                                                                                            | |
| 50 m                   | Pieter van den Hoogenband Pays-Bas 22 s 06                                                      | Lorenzo Vismara Italie 22 s 21                                                             | Alexander Popov Russie 22 s 32 |
| 100 m                  | Pieter van den Hoogenband Pays-Bas 48 s 47                                                      | Alexander Popov Russie 48 s 82                                                             | Lars Frölander Suède 49 s 40 |
| 200 m                  | Pieter van den Hoogenband Pays-Bas 1 min 47 s 09                                                | Paul Palmer Royaume-Uni 1 min 48 s 01                                                      | Massimiliano Rosolino Italie 1 min 48 s 37 |
| 400 m                  | Paul Palmer Royaume-Uni 3 min 48 s 12                                                           | Emiliano Brembilla Italie 3 min 48 s 50                                                    | Dragos Coman Roumanie 3 min 49 s 04 |
| 1 500 m                | Ihor Snitko Ukraine 15 min 07 s 19                                                              | Dragos Coman Roumanie 15 min 13 s 10                                                       | Sylvain Cros France 15 min 18 s 26 |
| Dos                    |                                                                                                 |                                                                                            | |
| 50 m                   | Stev Theloke Allemagne 25 s 66                                                                  | Thomas Rupprath Allemagne 25 s 94                                                          | Mariusz Siembida Pologne 26 s 07 |
| 100 m                  | Stev Theloke Allemagne 55 s 16                                                                  | Gordan Kožulj Croatie 55 s 84                                                              | Eithan Urbach Israël 55 s 87 |
| 200 m                  | Ralf Braun Allemagne 1 min 59 s 74                                                              | Gordan Kožulj Croatie 2 min 00 s 07                                                        | Emanuele Merisi Italie 2 min 00 s 50 |
| Brasse                 |                                                                                                 |                                                                                            | |
| 50 m                   | Mark Warnecke Allemagne 27 s 95                                                                 | Oleh Lisohor Ukraine 28 s 21                                                               | Károly Güttler Hongrie 28 s 29 |
| 100 m                  | Domenico Fioravanti Italie 1 min 01 s 34                                                        | Mark Warnecke Allemagne 1 min 01 s 97                                                      | Stéphan Perrot France 1 min 02 s 08 |
| 200 m                  | Stéphan Perrot France 2 min 12 s 46                                                             | Dmitry Komornikov Russie 2 min 12 s 88                                                     | Yohan Bernard France 2 min 12 s 96 |
| Papillon               |                                                                                                 |                                                                                            | |
| 50 m                   | Pieter van den Hoogenband Pays-Bas 23 s 89                                                      | Miloš Milošević Croatie 24 s 17                                                            | Mark Foster Royaume-Uni Lars Frölander Suède 24 s 39 |
| 100 m                  | Lars Frölander Suède 52 s 61                                                                    | James Hickman Royaume-Uni 52 s 97                                                          | Denys Sylantyev Ukraine 53 s 04 |
| 200 m                  | Franck Esposito France 1 min 57 s 20                                                            | Denys Sylantyev Ukraine 1 min 57 s 29                                                      | Anatoli Poliakov Russie 1 min 57 s 89 |
| Quatre nages           |                                                                                                 |                                                                                            | |
| 200 m                  | Marcel Wouda Pays-Bas 2 min 01 s 43                                                             | Massimiliano Rosolino Italie 2 min 01 s 46                                                 | Jani Sievinen Finlande 2 min 02 s 11 |
| 400 m                  | Frederik Hviid Espagne 4 min 17 s 16                                                            | Mickey Halika Israël 4 min 17 s 49                                                         | Marcel Wouda Pays-Bas 4 min 18 s 26 |
| Relais                 |                                                                                                 |                                                                                            | |
| 4 × 100 m nage libre   | Pays-Bas Johan Kenkhuis Mark Veens Marcel Wouda Pieter van den Hoogenband 3 min 16 s 27 RE      | Russie Denis Pimankov Sergueï Ashikhmine Dmitri Tchernytchev Alexander Popov 3 min 19 s 49 | Allemagne Christian Keller Lars Merseburg Christian Tröger Lars Conrad 3 min 20 s 20                                                                            |
| 4 × 200 m nage libre   | Allemagne Christian Keller Stefan Pohl Lars Conrad Michael Kiedel 7 min 19 s 63                 | Royaume-Uni Paul Palmer Gavin Meadows James Salter Edward Sinclair 7 min 19 s 91           | Russie Maksim Kortchunov Dmitriy Kuzmin Andrey Kapralov Dmitriy Chernychev 7 min 25 s 36                                                                        |
| 4 × 100 m quatre nages | Pays-Bas Klaas-Erik Zwering Marcel Wouda Stefan Aartsen Pieter van den Hoogenband 3 min 39 s 52 | Allemagne Stev Theloke Mark Warnecke Christian Keller Christian Tröger 3 min 40 s 15       | Russie Sergueï Ostaptchouk Dmitri Komornikov Vladislav Kulikov Alexander Popov Suède Mattias Ohlin Patrik Isaksson Daniel Carlsson Lars Frölander 3 min 41 s 18 |

### Femmes
| Épreuve                | Médaille d'or                                                                                  | Médaille d'argent                                                                           | Médaille de bronze                                                                     |
| Nage libre             |                                                                                                |                                                                                             |                                                                                        |
| 50 m                   | Inge de Bruijn Pays-Bas 25 s 99                                                                | Therese Alshammar Suède 25 s 30                                                             | Alison Sheppard Royaume-Uni 25 s 33                                                    |
| 100 m                  | Sue Rolph Royaume-Uni 55 s 03                                                                  | Inge de Bruijn Pays-Bas 55 s 24                                                             | Sandra Völker Allemagne 55 s 36                                                        |
| 200 m                  | Camelia Potec Roumanie 1 min 58 s 79                                                           | Kerstin Kielgass Allemagne 2 min 00 s 09                                                    | Natalya Baranovskaya Biélorussie 2 min 00 s 18                                         |
| 400 m                  | Camelia Potec Roumanie 4 min 08 s 09                                                           | Kerstin Kielgass Allemagne 4 min 08 s 57                                                    | Iana Klotchkova Ukraine 4 min 10 s 11                                                  |
| 800 m                  | Hannah Stockbauer Allemagne 8 min 33 s 79                                                      | Kirsten Vlieghuis Pays-Bas 8 min 35 s 19                                                    | Jana Henke Allemagne 8 min 37 s 06                                                     |
| Dos                    |                                                                                                |                                                                                             |                                                                                        |
| 50 m                   | Sandra Völker Allemagne 28 s 71                                                                | Nina Zhivanevskaya Espagne 29 s 02                                                          | Metka Sparavec Slovénie 29 s 25                                                        |
| 100 m                  | Sandra Völker Allemagne 1 min 01 s 39                                                          | Nina Zhivanevskaya Espagne 1 min 01 s 98                                                    | Roxana Maracineanu France 1 min 02 s 47                                                |
| 200 m                  | Roxana Maracineanu France 2 min 11 s 94                                                        | Yuliya Fomenko (en) Russie Cathleen Rund Allemagne 2 min 13 s 33                            |                                                                                        |
| Brasse                 |                                                                                                |                                                                                             |                                                                                        |
| 50 m                   | Ágnes Kovács Hongrie 31 s 44                                                                   | Zoe Baker Royaume-Uni 31 s 53                                                               | Janne Schäfer Allemagne 32 s 22                                                        |
| 100 m                  | Ágnes Kovács Hongrie 1 min 08 s 75                                                             | Svitlana Bondarenko Ukraine 1 min 09 s 33                                                   | Brigitte Becue Belgique 1 min 10 s 23                                                  |
| 200 m                  | Ágnes Kovács Hongrie 2 min 27 s 12                                                             | Beatrice Caslaru Roumanie 2 min 27 s 80                                                     | Alicja Peczak Pologne 2 min 28 s 93                                                    |
| Papillon               |                                                                                                |                                                                                             |                                                                                        |
| 50 m                   | Anna-Karin Kammerling Suède 26 s 29                                                            | Johanna Sjöberg Suède 26 s 93                                                               | Chantal Groot Pays-Bas 27 s 41                                                         |
| 100 m                  | Inge de Bruijn Pays-Bas 58 s 49                                                                | Johanna Sjöberg Suède 58 s 97                                                               | Diana Mocanu Roumanie 1 min 00 s 02                                                    |
| 200 m                  | Mette Jacobsen Danemark 2 min 10 s 40                                                          | Maria Pelaez Espagne 2 min 11 s 49                                                          | Otylia Jedrzejcak Pologne 2 min 11 s 60                                                |
| Quatre nages           |                                                                                                |                                                                                             |                                                                                        |
| 200 m                  | Yana Klochkova Ukraine 2 min 14 s 02                                                           | Beatrice Caslaru Roumanie 2 min 15 s 12                                                     | Sabine Herbst-Klenz Allemagne 2 min 16 s 95                                            |
| 400 m                  | Yana Klochkova Ukraine 4 min 38 s 14                                                           | Beatrice Caslaru Roumanie 4 min 40 s 98                                                     | Hana Černá Tchécoslovaquie 4 min 45 s 45                                               |
| Relais                 |                                                                                                |                                                                                             |                                                                                        |
| 4 × 100 m nage libre   | Allemagne Katrin Meissner Antje Buschschulte Franziska van Almsick Sandra Völker 3 min 40 s 87 | Suède Louise Jöhncke Josefin Lillhage Malin Svahnström Terese Alshammar 3 min 43 s 07       | Royaume-Uni Alison Sheppard Claire Huddart Karen Pickering Sue Rolph 3 min 43 s 55     |
| 4 × 200 m nage libre   | Allemagne Franziska van Almsick Silvia Szalai Hannah Stockbauer Kerstin Kielgass 8 min 01 s 66 | Suède Josefin Lillhage Malin Svahnström Johanna Sjöberg Louise Jöhncke 8 min 07 s 37        | Roumanie Camelia Potec Lorena Diaonescu Simona Paduraru Beatrice Caslaru 8 min 07 s 75 |
| 4 × 100 m quatre nages | Suède Terese Alshammar Maria Östling Johanna Sjöberg Malin Svahnström 4 min 07 s 52            | Allemagne Sandra Völker Silvia Pulfrich Franziska van Almsick Katrin Meissner 4 min 40 s 79 | Royaume-Uni Katy Sexton Zoe Baker Sue Rolph Karen Pickering 4 min 09 s 18              |

## Plongeon

### Plongeoir d'un mètre
| Rang               | Athlète         | Pays      | Points |
| ------------------ | --------------- | --------- | ------ |
| Médaille d'or      | José Miguel Gil | Espagne   | 396,66 |
| Médaille d'argent  | Andreas Wels    | Allemagne | 395,97 |
| Médaille de bronze | Stefan Ahrens   | Allemagne | 367,68 |

| Rang               | Athlète          | Pays      | Points |
| ------------------ | ---------------- | --------- | ------ |
| Médaille d'or      | Vera Ilyina      | Russie    | 283,41 |
| Médaille d'argent  | Irina Lashko     | Russie    | 277,59 |
| Médaille de bronze | Conny Schmalfuss | Allemagne | 265,11 |

### Plongeoir de trois mètres
| Rang               | Athlète         | Pays        | Points |
| ------------------ | --------------- | ----------- | ------ |
| Médaille d'or      | Tony Ally       | Royaume-Uni | 415,62 |
| Médaille d'argent  | Imre Lengyel    | Hongrie     | 402,30 |
| Médaille de bronze | Jukka Piekkanen | Finlande    | 395,70 |

| Rang               | Athlète          | Pays      | Points |
| ------------------ | ---------------- | --------- | ------ |
| Médaille d'or      | Vera Ilyina      | Russie    | 312,39 |
| Médaille d'argent  | Irina Lashko     | Russie    | 293,67 |
| Médaille de bronze | Conny Schmalfuss | Allemagne | 293,55 |

### Plongeoir de trois mètres synchronisé
| Rang               | Athlète                         | Pays        | Points |
| ------------------ | ------------------------------- | ----------- | ------ |
| Médaille d'or      | Nicola Marconi Donald Miranda   | Italie      | 303,24 |
| Médaille d'argent  | Alexander Mesch Holger Schlepps | Allemagne   | 299,79 |
| Médaille de bronze | Tony Ally Mark Shipman          | Royaume-Uni | 296,01 |

| Rang               | Athlète                            | Pays      | Points |
| ------------------ | ---------------------------------- | --------- | ------ |
| Médaille d'or      | Ganna Sorokina Olena Zhupina       | Ukraine   | 285,15 |
| Médaille d'argent  | Simona Koch Conny Schmalfuss       | Allemagne | 281,10 |
| Médaille de bronze | Odile Arboles-Souchon Julie Danaux | France    | 262,68 |

### Plongeoir de dix mètres
| Rang               | Athlète        | Pays      | Points |
| ------------------ | -------------- | --------- | ------ |
| Médaille d'or      | Dmitri Sautin  | Russie    | 435,87 |
| Médaille d'argent  | Heiko Meyer    | Allemagne | 426,18 |
| Médaille de bronze | Roman Volodkov | Ukraine   | 416,52 |

| Rang               | Athlète              | Pays    | Points |
| ------------------ | -------------------- | ------- | ------ |
| Médaille d'or      | Olena Zhupina        | Ukraine | 338,28 |
| Médaille d'argent  | Dolores Sáez         | Espagne | 329,22 |
| Médaille de bronze | Svetlana Timoshinina | Russie  | 307,53 |

### Plongeoir de dix mètres synchronisé
| Rang               | Athlète                              | Pays        | Points |
| ------------------ | ------------------------------------ | ----------- | ------ |
| Médaille d'or      | Jan Hempel et Heiko Meyer            | Allemagne   | 320,46 |
| Médaille d'argent  | Igor Lukashin et Vladimir Timoshinin | Russie      | 318,39 |
| Médaille de bronze | Leon Taylor et Peter Waterfield      | Royaume-Uni | 295,44 |

| Rang               | Athlète                                       | Pays      | Points |
| ------------------ | --------------------------------------------- | --------- | ------ |
| Médaille d'or      | Yevgeniya Olshevskaya et Svetlana Timoshinina | Russie    | 272,46 |
| Médaille d'argent  | Anke Piper et Ute Wetzig                      | Allemagne | 264,69 |
| Médaille de bronze | Odile Arboles-Souchon et Julie Danaux         | France    | 254,94 |

## Natation synchronisée

### Solo
| Rang               | Athlète           | Pays   | Points |
| ------------------ | ----------------- | ------ | ------ |
| Médaille d'or      | Olga Brusnikina   | Russie | 99,000 |
| Médaille d'argent  | Virginie Dedieu   | France | 97,680 |
| Médaille de bronze | Giovanna Burlando | Italie | 95,880 |

### Duo
| Rang               | Athlètes                              | Pays   | Points |
| ------------------ | ------------------------------------- | ------ | ------ |
| Médaille d'or      | Olga Brusnikina et Maria Kisseleva    | Russie | 99,160 |
| Médaille d'argent  | Myriam Lignot et Virginie Dedieu      | France | 97,240 |
| Médaille de bronze | Giovanna Burlando et Maurizia Cecconi | Italie | 97,240 |

### Par équipes
| Rang               | Athlètes | Pays   | Points |
| ------------------ | --- | ------ | ------ |
| Médaille d'or      | Olga Brusnikina, Maria Kisseleva, Ielena Azarova, Olga Novoktchenova, Elena Soia, Olga Vassioukova, Ioulia Vassilieva et Irina Perchina                                              | Russie | 99,080 |
| Médaille d'argent  | Agnès Berthet, Cinthia Bouhier, Magali Rathier, Cathy Geoffroy, Virginie Dedieu, Rachel Le Bozec, Myriam Lignot et Charlotte Massardier Remplaçantes : Myriam Glez et Psylvia Parent | France | 97,480 |
| Médaille de bronze | Giovanna Burlando, Maurizia Cecconi, Alessia Lucchini, Giada Ballan, Serena Bianchi, Mara Brunetti, Chiara Cassin et Simona Chiari                                                   | Italie | 96,240 |